# Sinopoda scurion
Sinopoda scurion es una especie de arañas de la familia Sparassidae (arañas "huntsman"), descubierta en 2012 en una cueva de Laos. Su denominación viene de la empresa suiza Scurion.

## Descripción
Su longitud es de aproximadamente 12 mm. Se distingue de otras especies cercanas por la ausencia de ojos, un rasgo atribuible a la ausencia de luz en las cuevas.